# Club Independiente Petrolero
El Club Independiente Petrolero, más conocido simplemente como Independiente, es un club de fútbol de la ciudad de Sucre, capital de Bolivia. Fue fundado el 4 de abril de 1932 y desde la temporada 2021 participa en la Primera División de Bolivia, tras diecisiete años de ausencia.
Previamente a ello, Independiente Petrolero jugó en la primera división en cuatro períodos diferentes: 1972, 1975-1976, 1981-1983 y 1990-2003.
Independiente Petrolero es uno de los equipos más populares de Chuquisaca, el club cuenta con aficionados en todas las ciudades de Bolivia, con una de las hinchadas más grandes de Sucre, consolidada por el incansable apoyo al club.
Su principal rival es el Stomers Sporting Club, con quien disputa el clásico capitalino, también existe cierta rivalidad con el club universitario de Sucre.
El Club cuenta con algunas filiales tales como un equipo de fútbol femenino desde 2017, que milita en el Campeonato de Fútbol Femenino de la Asociación de Chuquisaqueña; y un equipo de voleibol femenino que participa actualmente en la Liga de Ascenso de Voleibol Femenino.

## Historia

### Antecedentes
El equipo de San Francisco de La Recoleta había decidido no incluir en su equipo a un grupo de jugadores, esta situación provocó que los futbolistas excluidos buscarán conformar su propia institución futbolística y en un impulso de rebeldía ante la no inclusión de sus nombres en las listas de este plantel, concibieron en la idea de independizarse del mismo, para conformar un nuevo club que les permitiera continuar con la práctica del fútbol.

### Fundación y era amateur
Es así que estos jugadores decidieron reunirse el 4 de abril de 1932, en el domicilio particular del futbolista Julio Cueto, ubicado en el barrio de La Recoleta o Santa Ana, alentados fervientemente por los sacerdotes franciscanos Tomás Aspe y Francisco Aguinaco, además del profesor Isidoro Arguedas, donde acordaron la fundación de esta nueva entidad futbolística. Decidieron llevar el nombre de Independiente Sporting Club para expresar simbólicamente su independencia y separación de San Francisco de la Recoleta.

Los colores de la primera camiseta se inspiraron en la Bandera Española.

Se asignaron los colores rojo y amarillo de la bandera española, como homenaje y reconocimiento a los sacerdotes hispanos, al ser estos verdaderos impulsores del deporte en Sucre, y particularmente, en las escuelas Franciscanas de La Recoleta.
Entre los fundadores se destacan: Gerardo Arguedas, Julio Cueto, Teodoro Aldayuz, Roberto Marzana, Gregorio Córdova, Leonardo Coronado, José Gumiel, Miguel Hernández, Armando Moscoso, Vicente Bolaños, Guillermo Echalar, Juan Rojas, José Guerra, Florentino Reyes, José Reyes, Alberto Salas, los hermanos Rodríguez, Barahona, Sandi, Bozo y Paniagua. Posteriormente, se incorporaron Julián Núñez y Julio Cors.
Ese año fue inscrito en la División Intermedia (Segunda Categoría) de la Sucre Football Asociation —luego renombrada Asociación Chuquisaqueña de Fútbol—, en su primera temporada logró coronarse campeón de su categoría de manera invicta, esto le permitió jugar al siguiente año en la División de Honor (primera categoría).
Durante aquellos años participó junto a tradicionales clubes de esa época como Stormer's, Junín,
Comercio Atlantes, 25 de Mayo y otros prestigiosos planteles.
Pasados algunos unos años, el club determinaría cambiar su denominación a Club Independiente Sociedad Deportiva.

### Cambio de administración
En 1953 el club pasó a ser administrado por Yacimientos Petrolíferos Fiscales Bolivianos (YPFB), cambiando su denominación a Club Independiente Petrolero y, el 20 de enero, por determinación de los trabajadores petroleros del distrito de Chuquisaca, reunidos en asamblea general, se procedió a la elección del nuevo directorio, la misma quedó conformada de la siguiente manera:
- Presidente: Enrique Querejazu
- Vicepresidente: Avelino Taborga
- Secretario general: René Liévana
- Secretario de hacienda: Enrique Palacios
- Secretario de deportes: Julio Flores

De la misma forma se determinó realizar cambios en los colores del uniforme y el color amarillo fue reemplazado por el plomo y se mantuvo el rojo. Con este nuevo uniforme Independiente intervino en diversos torneos de la Asociación Chuquisaqueña. 
Pasado unos años se adoptarían los colores definitivos: el rojo se mantendría y el plomo fue reemplazado por el blanco, simbolizando el rojo como recuerdo permanente a los hombres que fundaron esta institución y el blanco en homenaje a la ciudad blanca de Sucre, cuna de la independencia de Bolivia.
El uniforme quedó conformado de la siguiente forma: Camiseta blanca con cuello rojo y vivos rojos, pantalón blanco; mientras la alternativa consistía en camiseta roja con vivos blancos y pantalón blanco.

### Independiente en los campeonatos nacionales (1972 y 1975-1976)
En 1972, Independiente logró clasificarse a Copa Simón Bolívar, la máxima categoría del fútbol boliviano por aquel entonces, siendo este un suceso trascendental en la historia del club. Hubo 2 ascensos por cada asociación (Independiente y Stormers) y ningún descenso. Ambos disputaron sus encuentros en el Estadio Morro de Surapata.
Para el torneo de Primera División 1972 se dispuso la participación de 13 equipos y el campeonato se dividió en dos fases la primera consistía en una fase de grupos y los dos primeros equipos se clasificarían a la fase final.
En la primera fase Independiente fue asignado al grupo B que compartió con La Bélgica, Universidad Cruceña y Stormers, logrando el segundo lugar y la clasificación a la fase final, en la que terminó en séptima posición.
Tres años más tarde el equipo volvió a clasificarse al torneo de Primera División 1975 
junto a Fancesa y Policar en dónde, los 3 equipos de la capital no superaron la primera fase del torneo.
En 1976 —al igual que en 1972— volvieron a participar por Chuquisaca Independiente y Stormers en el torneo de Primera División 1976, los refineros fueron asignados al grupo B ocupando la quinta posición.

### Primer ascenso a Primera División (período 1981-1983)
En 1977 se fundó la Liga del Fútbol Profesional Boliviano, luego de cuatro años de la fundación de esta, en 1981 Independiente ascendió a la máxima categoría del fútbol boliviano por primera vez en su historia, en reemplazo de Stormers que había descendido la temporada anterior.
En la temporada 1981, la plantilla del equipo estaba conformada por los siguientes jugadores: Roque Segundo Escobar (Arquero), Walter Saucedo, Luis Zalazar, Alberto Terrazas, Roberto Molina, Luis Daza, Fabio Porcel, Milao, Silvio Paroddy, Dardo Ustarez, Alberto Casado y como entrenador José Justiniano.
En la primera fase del campeonato, el equipo ocupó la duodécima posición de un total de 14 equipos, fruto de cinco victorias, siete empates y catorce derrotas. Por lo que no alcanzó a clasificarse a la segunda fase del torneo.
En el torneo de Primera División 1982, Independiente ocupó la decimotercera posición y por segundo año consecutivo no pudo clasificarse a la segunda fase del torneo, logró apenas tres victorias, once empates y doce derroras.

### El descenso 1983
Para el torneo de Primera División 1983 Independiente, en un campaña para el olvido, terminaría ocupando la decimocuarta posición y empataría en puntos con Primero de Mayo (10 pts). Esto obligó a ambos a jugar un partido de desempate para definir el penúltimo lugar y el ganador jugaría el descenso indirecto contra Wilstermann Cooperativas.
El 13 de octubre se definió el encuentro en el Estadio Félix Capriles de Cochabamba, los refineros con la esperanza de ganar el encuentro y salvar la categoría tristemente caerían por el marcador de 3 goles a 1 y de esta manera Independiente retornó a su asociación departamental y la plaza de Chuquisaca en la liga fue ocupada por Magisterio Rural.

### El renacimiento la era de Germán Grock éxitos deportivos
En 1989 se produciría un hecho que cambiaría la historia de Independiente pues, en una asamblea de socios fue designado como presidente Germán Grock, el dirigente más importante en la historia del club y el que sería el impulsor del «renacimiento» de la institución.

#### De retorno a primera tras siete años
Con la comisión directiva consolidada bajo el mando del nuevo presidente Germán Grock, el equipo obtuvo el título de su asociación y logró, luego de siete temporadas en segunda división, el ansiado regreso al fútbol grande al consagrarse campeón del certamen de la Asociación Chuquisaqueña reemplazando a Universitario de Sucre que había descendido de la liga esa temporada.
Además sobre la base de un gran apoyo de dirigentes, cuerpo técnico, jugadores y trabajadores. Asimismo, hubo varios ciudadanos y profesionales que conformaron las distintas directivas.
El ingeniero Germán Grock Sarmiento que, en su condición de presidente, fue galardonado por el círculo de periodistas deportivos de Chuquisaca como el mejor dirigente de la década 1990.

#### Retorno y consolidación en Primera División (período 1990-2003)
En su retorno a primera Independiente afrontó el torneo de Primera División 1990. En el Torneo Apertura el equipo se clasificó tercero de su grupo a la segunda fase, mientras que en el Torneo Clausura alcanzó la segunda fase y por poco clasifica a la fase final del campeonato.
En el torneo de 1992 el equipo se quedó en la primera fase. En la temporada 1993 Inde realizó una gran campaña superando las primeras dos fases hasta alcanzar el hexagonal final.

#### Independiente subcampeón 1994
Para el torneo de Primera División 1994 el torneo fue por grupos, Independiente clasificó primero de su serie, en semifinales superó a Real Santa Cruz por un global de 4:3 y de esta manera por primera vez un equipo de Chuquisaca se clasificaba a un partido final, Independiente se enfrentó a Wilstermann, la ida se jugó en Cochabamba, con victoria del local por 3 a 1, la vuelta en Sucre, Independiente se impuso por 1 a 0. El partido definitorio se jugó en La Paz, Independiente ganaba por 3 a 0 hasta que en el segundo tiempo la confianza le costó caro al equipo y Wilstermann lo dio vuelta 5:3, este subcampeonato le permitió clasificarse al Hexagonal final de campeonato.
En el hexagonal final Independiente se enfrentó a los mejores equipos de aquel torneo Wilstermann, The Strongest, Guabirá, Bolívar y Real Santa Cruz. El equipo logró la cuarta posición dejando una actuación digna y perfilandose para conseguir logros importantes. Aquel año se cerraba con la mejor participación a nivel nacional de un equipo de la capital hasta el momento.

### Copa Conmebol 1994
| Alineación 3-4-3: Arquero: - Gonzalo Berdugo Defensores: - Alberto Illanes - Doyle Vaca - Diego Sánchez Mediocampistas: - Eduardo Villegas - Abdon Murillo - Wilson Cortez - Robert Arteaga Delanteros: - Diego Goyoaga - Patricio Fernández - Mauro Blanco Suplentes: - Gustavo Ferlatti - Aníbal Ferreira - Tomás Gutiérrez - Jaime Cardozo - Luis Suárez - Marcos Francisquine Entrenador: - Víctor Barrientos |  | Berdugo Illanes Vaca Sánchez Murillo Villegas Cortez Arteaga Goyoaga Fernández Blanco |
| Berdugo Illanes Vaca Sánchez Murillo Villegas Cortez Arteaga Goyoaga Fernández Blanco |  |                                                                                       |

A finales de 1999, finalmente el equipo disputaría la Copa Conmebol, enfrentando a Talleres. En el debut internacional el 13 de octubre el equipo logró vencer a su rival por 4 goles a 1. Los goles fueron convertidos por Mauro Blanco 14', Eduardo Villegas 21', Diego Goyoaga 38' y Tomás Gutiérrez 64'.
La vuelta se jugó el 21 de octubre en el Estadio Mario Alberto Kempes de Córdoba, en dónde el local venció por 3 goles a 0 emparejando la serie 4:4 y forzando la definición de tiros penales en dónde ganó el elenco argentino por la cuenta de 5 goles a 4. 
De esta manera culminaba la participación internacional de Independiente Petrolero.
Por primera vez participa en un torneo internacional, clasificado con el 4.º puesto del Campeonato de Primera División 1999 a la Copa Conmebol, y se convierte en el primer equipo de Sucre en jugar en un torneo internacional.   
Mientras que en el campeonato local temporada 1999, el equipo obtuvo el quinto puesto del Torneo Apertura y en el clausura nuevamente alcanzó el hexagonal final pero, lastimosamente los resultados no acompañaron al equipo a pesar de recibir un enorme apoyo por parte de su afición.
Al año siguiente el equipo buscó nuevamente clasificar a un Torneo internacional y en la temporada 2000 obtuvo el sexto y decimoprimer puesto de los torneos apertura y clausura respectivamente.
En la temporada 2001 Independiente contrató como entrenador al histórico Mario Alberto Kempes, el equipo ocupó la octava posición del torneo apertura mientras que en el torneo clausura el equipo llegó hasta el cuadrangular.

#### La declive últimas 2 temporadas (2002-2003)
En la temporada 2002 Independiente realizó una muy mala campaña terminando en la décima y undécima posición de los torneos apertura y clausura respectivamente. El equipo tuvo que definir el descenso indirecto ante Fancesa, al cuál venció por un global de 2:0.
En la temporada 2003 Independiente descendería de categoría luego de terminar en la última posición del apertura y no superar la fase de grupos del clausura. Unos muy malos números obtenidos por el equipo dejaron a Independiente en esa situación, en los dos torneos jugó 34 partidos, obtuvo 8 victorias, 8 empates y perdió 18 encuentros. 
Pero todo se definió en la última fecha cuando Independiente se enfrentó a Guabirá en Montero y tras el impacto de un proyectil a Cecilio Peña por parte de la afición local, Independiente abandonó el campo de juego al minuto 55' al no cumplirse las garantías de seguridad para que se dispute el partido. Finalmente la liga determinó el descenso del equipo en lugar de que se juegue un partido extra.

## Símbolos

### Himno
El himno oficial de Independiente Petrolero es el Huayño que se titula Independiente Campeón, creado por el Grupo Horizontes de Sucre. El autor de la letra es el compositor Jhonny Mendoza. El himno se entona cada vez que Independiente disputa un encuentro en condición de local en el estadio Olímpico Patria.

### Escudo

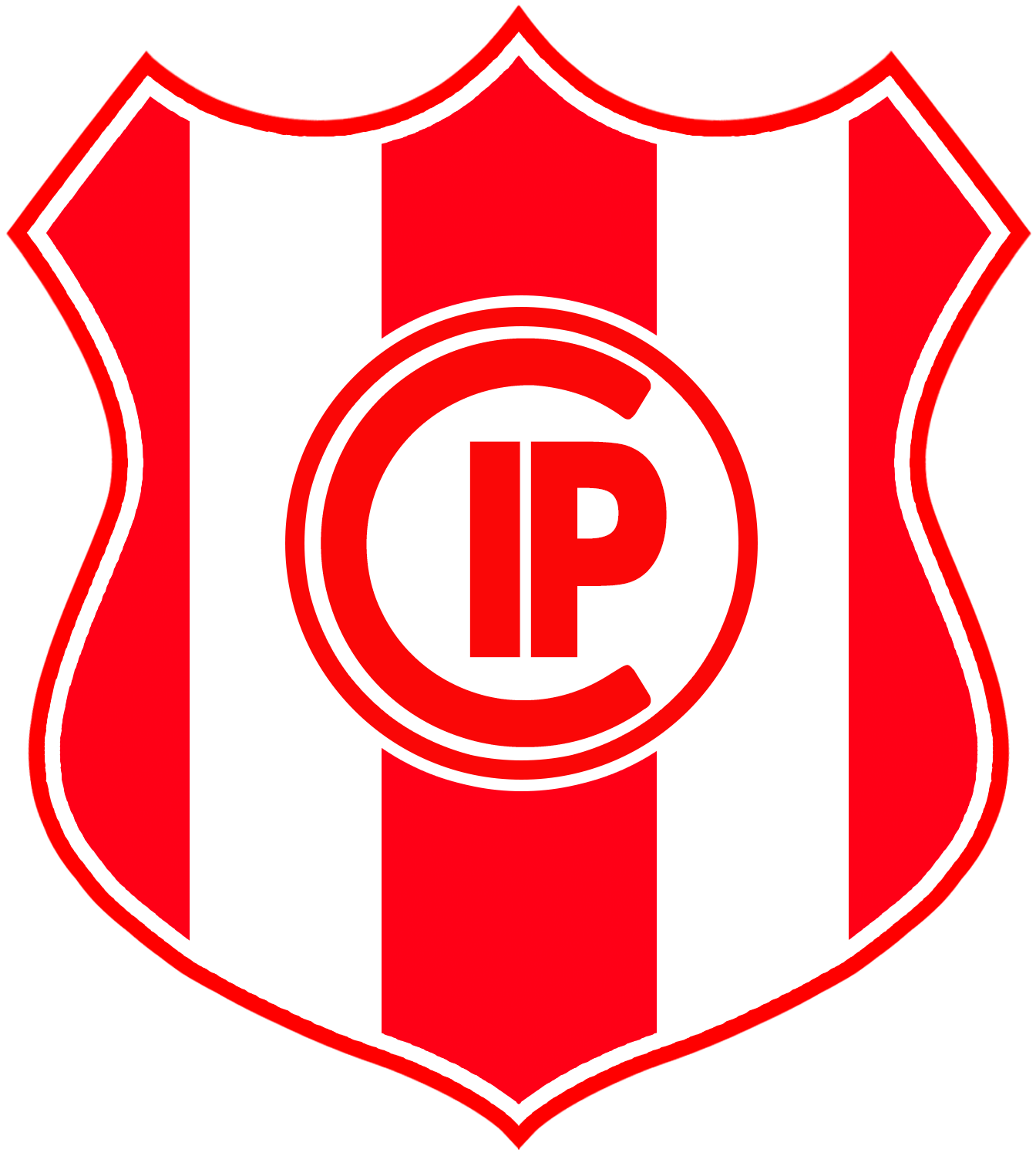
Escudo actual de la entidad.

## Uniforme
En un principio, como homenaje y reconocimiento a los sacerdotes hispanos, los colores de su casaca fueron rojo y amarillo,  pero con el cambio de administración, el amarillo sería reemplazado por el color plomo, sin embargo con el transcurrir del tiempo se adoptó los colores definitivos, el color rojo que simboliza a los fundadores del club y el blanco en homenaje a la ciudad blanca de Sucre, cuna de la independencia de Bolivia.

### Uniformes actuales
- Uniforme titular: Camiseta a rayas verticales rojas y blancas, pantalón y medias rojas.
- Uniforme alternativo: Camiseta gris oscura con detalles azules en los costados, pantalón gris oscuro y medias rojas.

| Período         | Proveedor      |
| --------------- | -------------- |
| 2019            | Sismo Athletic |
| 2020            | Lucky Sport    |
| 2021            | Olimpo         |
| 2022 - presente | Forte Athletic |

| Período | Patrocinador                      |
| ------- | --------------------------------- |
| 2020    | Universidad Privada Domingo Savio |

## Instalaciones

### Estadio

Vista aérea del Estadio Olímpico Patria.

El Club Independiente Petrolero juega sus partidos de local en el Olímpico Patria, el cual tiene capacidad para 32.700 espectadores y es propiedad del Gobierno Departamental de Chuquisaca.
El escenario fue inaugurado el año 1992 con tres tribunas: Preferencia, General y Curva Norte, además de una pista atlética de tartán de 8 carriles siendo completado 4 años después con la construcción de la curva sur en ocasión de la realización de la Copa América 1997 que tuvo a la ciudad de Sucre como sede de uno de los grupos del torneo.
En octubre de 2011, el Estadio se benefició con la instalación de un moderno e imponente tablero electrónico, el segundo más grande de Bolivia.

## Rivalidades

### Clásico Capitalino
Si bien el «Clásico Capitalino» por tradición y antigüedad es el partido que enfrenta a Junín con Stormers, este fue perdiendo notoriedad con el pasar de los años. Entre tanto la rivalidad entre Independiente y Stormers comenzó a tomar protagonismo en la década del 90 debido a que ambos clubes representaban al departamento de Chuquisaca en la liga profesional y se enfrentaron en varias ocasiones, como resultado se creó una rivalidad marcada hasta el día de hoy.
El primer partido entre ambos en la liga se produjo el 26 de marzo de 1995 y lo ganó Stormers por 2 a 1.
En total se han enfrentado en 12 ocasiones en la liga profesional con 1 victoria para Independiente; 8 empates y tres victorias para Stormers. Se han marcado un total de 28 goles de los cuales 12 los marcó Independiente y 16 Stormers. El resultado más frecuente fue de 1:1 que se produjo en cinco partidos.

### Universitario de Sucre
En los últimos años Independiente desarrolló una fuerte rivalidad con Universitario de Sucre y los partidos que disputa con este son considerados como clásicos. Este partido siempre es esperado por ambos equipos con mucha ansiedad.

### Clásico refinero
El denominado «Clásico refinero» fue el encuentro entre Independiente Petrolero y Chaco Petrolero cuando estos se enfrentaron en la liga profesional.

## Datos del club

### Denominaciones
A lo largo de su historia, el club ha visto como su denominación variaba por diversas circunstancias hasta la actual de Club Independiente Petrolero, vigente desde 1953. El club se fundó bajo el nombre oficial de «Independiente Sporting Club», pero su nombre ha sido modificado por un motivo u otro.
A continuación se listan las distintas denominaciones de las que ha dispuesto el club a lo largo de su historia:
- Independiente Sporting Club (1932) Nombre fundacional del club.
- Club Independiente Sociedad Deportiva (1943-1953)Fue adoptado por los trabajadores petroleros del distrito de Chuquisaca, es así que, desde ese entonces, se quedó como "Club Independiente Petrolero".
- Club Independiente Petrolero  (1953-actualidad) Denominación actual.

### Estadísticas generales
- Datos actualizados para la temporada 2024
- Puesto en la clasificación histórica de la Primera División: 12.º
- Temporadas en Primera División: 25 (1972, 1975-1976, 1981-1983 y 1990-Cl. 2003, 2021-presente).
- Mejor puesto en la Primera División: 1.º en 2021.
- Mayor goleada a favor
  - En Primera División:
    - 7 - 0 contra Atlético Pompeya (10 de diciembre de 2000).
    - 7 - 0 contra Chaco Petrolero (26 de mayo de 1991).
    - 7 - 4 contra Guabirá (19 de diciembre de 1993).

  - En torneos internacionales:
    - 4 - 1 contra  Talleres (13 de octubre de 1999 por la Copa Conmebol 1999).
- Mayor goleada en contra
  - En Primera División:
    - 1 - 10 contra Blooming (28 de mayo de 1981).
    - 1 - 9 contra Bolívar (20 de septiembre de 1981).

  - En torneos internacionales:
    - 1 - 8 contra  Palmeiras (12 de abril de 2022 por la Copa Libertadores 2022).
    - 0 - 7 contra  Emelec (24 de mayo de 2022 por la Copa Libertadores 2022).
- Jugador con más partidos disputados: Abdón Murillo (289 partidos oficiales).
- Jugador con más goles: Óscar Omar González (89 goles en competiciones oficiales).

#### Participaciones internacionales
- En negrita competiciones en activo.

| Torneo                           | Ediciones |
| -------------------------------- | --------- |
| Copa Libertadores de América (1) | 2022.     |
| Copa Conmebol (1)                | 1999.     |

#### Ascensos y descensos
- 1981:  Ascenso de la Asociación Chuquisaqueña a la Primera División de Bolivia.
- 1983:  Descenso de la Primera División de Bolivia a la Asociación Chuquisaqueña.
- 1990:  Ascenso de la Copa Simón Bolívar a la Primera División de Bolivia.
- 2003:  Descenso de la Primera División de Bolivia a la Asociación Chuquisaqueña.
- 2020:  Ascenso de la Copa Simón Bolívar a la Primera División de Bolivia.

### Independiente Petrolero en competiciones internacionales
| Año  | Competición            | Ronda            | Rival             | Local | Visita    | Global   |
| ---- | ---------------------- | ---------------- | ----------------- | ----- | --------- | -------- |
| 1999 | Copa Conmebol 1999     | Octavos de final | Talleres          | 4–1   | 0–3 (4:5) | 4–4      |
| 2022 | Copa Libertadores 2022 | Fase de grupos   | Palmeiras         | 0–5   | 1–8       | 4° lugar |
| 2022 | Copa Libertadores 2022 | Fase de grupos   | Emelec            | 1–1   | 0–7       | 4° lugar |
| 2022 | Copa Libertadores 2022 | Fase de grupos   | Deportivo Táchira | 1–2   | 0–3       | 4° lugar |

## Jugadores

### Plantilla 2025
- Los equipos bolivianos están limitados por la FBF a tener en su plantel un máximo de seis futbolistas extranjeros, de los cuales cuatro pueden actuar de manera simultánea.
- Por disposición de la FBF, se debe considerar la participación obligatoria de un futbolista de la categoría sub-20 y otro de la categoría sub-23 por partido.

### Altas y bajas 2025
| Altas            |               |              |       |      |
| Futbolista       | Posición      | Procedencia  | Tipo  | Ref. |
| Segundo Semestre |               |              |       |      |
| Leonardo Egüez   | Entrenador    | Agente libre | Libre |      |
| Alexis Medina    | Delantero     | Stormers SC  | Libre |      |
| Jhair Apaza      | Mediocampista | Agente libre | Libre |      |

| Bajas            |               |                       |                       |      |
| Futbolista       | Posición      | Destino               | Tipo                  | Ref. |
| Segundo Semestre |               |                       |                       |      |
| Marcelo Robledo  | Entrenador    | TBA                   | Rescisión de contrato |      |
| John Medina      | Defensa       | TBA                   | Rescisión de contrato |      |
| Miguel Perea     | Mediocampista | Técnico Universitario | Rescisión de contrato |      |
| Heber Leaños     | Defensa       | TBA                   | Fin de contrato       |      |

### Registros
Estos son los máximos artilleros del club:
| Goleadores | Goleadores        | Goleadores | Presencias | Presencias       | Presencias   |
| ---------- | ----------------- | ---------- | ---------- | ---------------- | ------------ |
| 1.         | Óscar González    | 88 goles   | 1.         | Abdón Murillo    | 289 partidos |
| 2.         | Juan Godoy        | 43 goles   | 2.         | Alberto Illanes  | 201 partidos |
| 3.         | Mauro Blanco      | 37 goles   | 3.         | Óscar González   | 186 partidos |
| 4.         | Saturnino Ribeiro | 30 goles   | 4.         | Juan Pablo Grass | 153 partidos |
| 5.         | Juan Pablo Grass  | 27 goles   | 5.         | Mauro Blanco     | 148 partidos |

Nota: En negrita los jugadores activos en el club.

### Distinciones individuales

#### Goleadores de Primera División
| # | Nombre         | Campeonato | Goles |
| - | -------------- | ---------- | ----- |
| 1 | Óscar González | 1994       | 23    |
| 2 | Martín Prost   | 2021       | 18    |

Fuente: RSSSF

#### Goleadores de la Copa Simón Bolívar
| # | Nombre               | Campeonato | Goles |
| - | -------------------- | ---------- | ----- |
| 1 | Maximiliano Martínez | 2020       | 13    |

### Extranjeros en el club
| Nacionalidad | Jugadores | Jugadores |
| ------------ | --------- | --- |
| América      |           | |
| Argentina    | 26        | Juan Carlos Sánchez, Óscar Omar González, Diego Goyoaga, Gustavo Ferlatti, Patricio Fernández, Ariel Mangiantini, Rubén Cecco, Marcelo Robledo, Santiago Lebus, Alexis Bravo, Alexi Medina, Maximiliano Martínez, Martín Chiatti, Alejandro Bejarano, Martín Prost, Heber Leaños, Luis Acuña, Diago Giménez, Tobías Moriceau, Jonatan Cristaldo, Leonel Buter, Iván Brun, Rodrigo Gómez, Sebastián Ibars, Francisco Gatti, Damián Villalba |
| Brasil       | 10        | Saturnino Ribeiro, Fabinho, Edú Monteiro, Célio Alves, Sérgio João, Marcelo Gomes, Lucas Gaúcho, Edenilson Thomaz Santos, Willie Barbosa |
| Ecuador      | 3         | Nixon Folleco, Daniel Porozo, Miguel Perea |
| Colombia     | 6         | José Erik Correa, Janeiler Rivas, Harold Reina, Andrés Carabalí, Humberto Osorio, Brandon Peña |
| Paraguay     | 7         | Miguel Gariazú, Hugo Ranulfo Sosa, Juan Godoy, Dario López, Gustavo Cristaldo, Robin Ramírez, Francisco Silva |
| Uruguay      | 1         | Enrique David Díaz |
| África       |           | |
| Nigeria      | 1         | Bismark Ubah |

## Entrenadores

### Cuerpo técnico
- Entrenador: Marcelo Robledo
- Preparador de arqueros: Cristian Taberna

### Cronología
- Rubén Alfaro (1976)
- José Justiniano (1981)
- Carlos Vargas (1992)
- Guido Campos (1993)
- Ovidio Messa (1994)[8]
- Freddy Valda (1995)
- Silvio Rojas (1995-1996)
- Carlos Vargas (1997)
- Victor Barrientos (1998-1999)[9]
- Rosario Martínez (1999)[10]
- Ricardo Fontana (1999)
- Ramiro Vargas (2000)[11][12]
- Mario Alberto Kempes (2001)[13]
- Oswaldo Cáceres (2001)[14][15]
- Rubén Deleva (2002)[16][17]
- Alberto Illanes (2002)[18]
- Wálter Maladot (2002)[19]
- Eduardo Villegas (2002)
- Américo Castro (2002)[20]
- Rubén Lorenzo Bernadis (2003)[21]
- Antonio Batista (2003)[22]
- Víctor Hugo Andrada (2003)[23]
- Carlos Vargas (2007)
- Miguel Urdininea (2009)
- Alex Martínez (2009)
- Mario Rolando Ortega (2010)
- Renán Padilla (2011)
- Omar Ortega (2012-2014)
- Jorge Araneda (2014)
- Richard Cueto (2014)[24]
- Omar Ortega (2016)
- Richard Cueto (2017)
- Miguel Urdininea (2017)[25]
- Javier Vega (2018)
- Marcelo Robledo (2019)[26]
- Sandro Coelho (2019)[27]
- Óscar Omar González (2019)[28][29]
- Marcelo Robledo (2020-2022)
- Rodrigo Venegas (2022)
- Guillermo Álvaro Peña (2022-2023)
- Marcelo Robledo (2024-)

## Presidentes
| Presidente                       | País    | Inicio del mandato | Final del mandato | Ref.   |
| -------------------------------- | ------- | ------------------ | ----------------- | ------ |
| Enrique Querejazú                | Bolivia | 1953               |                   |        |
| Carlos Hein Ramírez              | Bolivia | 1988               |                   |        |
| Germán Grock Sarmiento           | Bolivia | 1989               |                   |        |
| Jorge Calderón                   | Bolivia | 2001               | 2001              |        |
| Armando Pereira                  | Bolivia | 2003               | 2003              |        |
| Óscar Araujo Llanos              | Bolivia | 2003               | 2003              |        |
| Abel Borja Ávila                 | Bolivia | 2006               | 2006              |        |
| Ernesto Poppe                    | Bolivia | 2008               | 2008              |        |
| Luis Giovanni Ávila Guarachi     | Bolivia | 2009               | 2009              |        |
| Fernando Marcial Zambrana Rivera | Bolivia | 2010               | 2010              |        |
| Óscar Fariseo Laguna             | Bolivia | 2010               | 2012              |        |
| Juan Pablo Yucra                 | Bolivia | 2014               | 2014              |        |
| Rolando Llorenti                 | Bolivia | 2014               | 2015              |        |
| Javier Heredia Díaz              | Bolivia | 05-10-2016         | 15-07-2017        | [ 30 ] |
| Wilson Urieta Salazar            | Bolivia | 15-07-2017         | 27-11-2017        | [ 31 ] |
| Jhonny César Valera Suárez       | Bolivia | 27-11-2017         | 03-04-2019        |        |
| Omar Calatayud Muñoz             | Bolivia | 04-04-2019         | 04-12-2019        |        |
| Jenny Marisol Montaño Daza       | Bolivia | 04-12-2019         | Presente          |        |

## Hinchada
Independiente es juntó a Universitario los dos clubes con el mayor número de simpatizantes en el Departamento de Chuquisaca, el club cuenta con aficionados en todas las ciudades de Bolivia, su hinchada es considerada como una de las más grandes de Sucre, esta hinchada se consolidó por el incansable apoyo al club.

### Barras organizadas
La Banda del Matador 32 es el nombre de la Barra brava principal del club, fundada el 20 de julio de 1995 con el objetivo de alentar en todos los partidos que el "Matador" jugara  de local en Sucre, además de organizar viajes a otros departamentos del país.

## Palmarés

### Torneos nacionales (1)
| Competición nacional              | Títulos | Subcampeonatos |
| --------------------------------- | ------- | -------------- |
| Primera División de Bolivia (1/0) | 2021.   |                |
| Copa Simón Bolívar (0/1)          |         | 2020           |
| Torneo Apertura (0/1)             |         | 1994.          |

### Torneos regionales
| Competición regional     | Títulos                                                     | Subcampeonatos    |
| ------------------------ | ----------------------------------------------------------- | ----------------- |
| Primera "A" (ACHF) (6/3) | 1989, 2010, 2017/18, 2018/19, Apertura 2019, Clausura 2019. | 2004, 2007, 2009. |
| Primera "B" (1)          | 2014.                                                       |                   |

## Filiales

### Sección de fútbol femenino
Independiente Petrolero cuenta desde 2017 con una sección de fútbol femenino que participa en el Campeonato de Fútbol Femenino de la Asociación de Chuquisaqueña (ACHF), equivalente a la tercera división masculina.

### Sección de voleibol femenino
El Club Independiente Petrolero cuenta desde el año 2021 con una sección de voleibol femenino que participa en la Liga de Ascenso de Voleibol Femenino.